# ACR Messina
Associazione Calcio Rinascita Messina (w skrócie A.C.R. Messina) – włoski klub piłkarski, mający swoją siedzibę w mieście Mesyna, na Sycylii.

## Historia
Chronologia nazw:
- 1900: Messina Football Club
- 1910: fuzja z Società Ginnastica Garibaldi
- 1915: zawieszono działalność
- 1919: Unione Sportiva Messinese
- 1922: klub rozwiązano - po fuzji z Messina SC i SS Umberto I tworząc Messina Football Club
- 1923: Unione Sportiva Messinese
- 1924: Unione Sportiva Messinese - po wchłonięciu Messina FC
- 1928: Associazione Calcio Messina
- 1940: klub rozwiązano z powodu bankructwa
- 1941: Unione Sportiva Mario Passamonte
- 1945: Associazione Sportiva Messina - po fuzji z U.S. Arsenale i U.S. Peloro
- 1946: Associazione Calcio Messina - po fuzji z A.C. Gazzi
- 1947: Associazioni Calcio Riunite Messina - po fuzji z U.S. Giostra
- 1994: Unione Sportiva Peloro
- 1997: Football Club Messina Peloro
- 2009: Associazione Calcio Rinascita Messina
- 2014: Associazioni Calcio Riunite Messina
- 2017: Associazione Calcio Rilancio Messina Società Sportiva Dilettantistica a r.l.

Klub piłkarski Messina FC został założony w Mesynie 1 grudnia 1900 roku. Zespół najpierw występował w turniejach lokalnych. W 1904, 1905, 1906 i 1908 brał udział w rozgrywkach Coppa Whitaker, dwukrotnie zdobywając go. W 1910 została powołana sekcja piłkarska Società Ginnastica Garibaldi, która pochłonęła Messinę FC. Po 1915 klub zaprzestał działalności z powodu I wojny światowej.
10 listopada 1919 został założony nowy klub Unione Sportiva Messinese. W 1921 powstał drugi związek piłkarski C.C.I., w związku z czym mistrzostwa prowadzone osobno dla dwóch federacji. W sezonie 1921/22 startował w Prima Divisione (pod patronatem C.C.I.), gdzie był trzecim w grupie siciliano. W 1922 po kompromisie Colombo mistrzostwa obu federacji zostały połączone, a klub kontynuował występy w Prima Divisione. 28 listopada 1922 roku nastąpiła fuzja z Messina SC (założonym w 1911 jako Audace FC) i SS Umberto I (założonym w 1906). Nowy klub przyjął pierwotną nazwę Messina FC. W sezonie 1922/23 zjednoczony klub zwyciężył w Sezione siciliana Lega Sud Prima Divisione. Jednak wyniki zostały unieważnione z powodu nieprawidłowości w umowach pomiędzy klubami w definicji kalendarza oficjalnego, po czym mistrzostwa Lega Sud powtarzano, i tym razem zakończył rozgrywki na drugiej pozycji. 
W 1923 również został reaktywowany klub Unione Sportiva Messinese. Sezon 1923/24 Messina FC znów zakończył na drugim miejscu w Sezione siciliana Lega Sud Prima Divisione, a w grudniu 1924 został wchłonięty przez Unione Sportiva Messinese. W sezonie 1924/25 Messinese zwyciężył najpierw w Sezione siciliana Lega Sud Prima Divisione, a potem zajął czwarte miejsce w grupie B fazy półfinałowej Lega Sud. W następnym sezonie 1925/26 znów zwyciężył najpierw w Sezione siciliana Lega Sud Prima Divisione. Jednak potem zajął ostatnie 5.miejsce w grupie A półfinałów Lega Sud. W 1926 nastąpiła reforma systemu lig włoskiej piłki nożnej - wprowadzono najwyższą klasę zwaną Divisione Nazionale, a klub został zdegradowany o dwie klasy do Seconda Divisione. W sezonie 1926/27 po zwycięstwie w grupie D Sud Seconda Divisione, zajął końcowe trzecie miejsce w grupie finałowej Sud. W następnym sezonie 1927/28 ponownie zwyciężył w grupie D Sud Seconda Divisione, ale potem został sklasyfikowany na czwartej pozycji w grupie finałowej Sud. W 1928 klub przyjął nazwę Associazione Calcio Messina i został dopuszczony do Campionato Meridionale. W sezonie 1928/29 najpierw był drugim w grupie D (Sicilia) Campionato Meridionale, a potem zajął 4.miejsce w finale grupy Campania-Sicilia. W 1929 podczas kolejnej reorganizacji systemu lig została wprowadzona Serie A, a klub został oddelegowany do trzeciej klasy zwanej Prima Divisione. W sezonie 1931/32 zajął najpierw drugie miejsce w grupie F Sud Prima Divisione, a potem był pierwszym w grupie finałowej B i awansował do Serie B. W 1938 spadł do Serie C, a w sezonie 1940/41 z powodu bankructwa zespół wycofał się po dwóch kolejkach w grupie C Serie C.
7 kwietnia 1941 roku klub reaktywowano pod nazwą Unione Sportiva Mario Passamonte, ale nie został dopuszczony do rozgrywek w Serie C przez F.I.G.C. Dopiero w sezonie 1942/43 startował w Serie C, gdzie zajął 5.miejsce w grupie N. Ale z powodu II wojny światowej mistrzostwa zostały zawieszone. Po wznowieniu mistrzostw w 1945 odbyła się fuzja z klubami U.S. Arsenale i U.S. Peloro. Zjednoczony klub przyjął nazwę Associazione Sportiva Messina. W sezonie 1945/46 klub zajął 6.miejsce w grupie F Lega Nazionale Centro-Sud Serie C. W 1946 do klubu dołączył A.C. Gazzi, po czym zmienił nazwę na Associazione Calcio Messina, a w 1947 roku po fuzji z U.S. Giostra otrzymał nazwę Associazioni Calcio Riunite Messina. Do 1950 występował w Serie C, a potem wrócił do Serie B. W sezonie 1962/63 zwyciężył w Serie B i zdobył historyczny awans do Serie A. Po dwóch sezonach w 1965 spadł do Serie B, a w 1968 do Serie C. Jeden sezon 1973/74 nawet spędził w Serie D. W 1977 znów został zdegradowany do Serie D, która w 1978 po reorganizacji lig otrzymała nazwę Serie C2. Potem nastąpił lepszy okres w historii klubu - w 1983 klub awansował do Serie C1, a w 1986 do Serie B. Ale w 1992 klub spadł do Serie C1, a w 1993 klub został skreślony z listy uczestników Serie C1 przez F.I.G.C. z powodu braku rejestracji. Sezon 1993/94 rozpoczął w Promozione Sicilia, po czym awansował do Eccellenza Sicilia, w której występował do 1998. W międzyczasie w 1993 powstaje nowe Associazione Sportiva Messina, które dopuszczono do amatorskich rozgrywek Campionato Nazionale Dilettanti, gdzie występował do 1997, a potem spadł do Eccellenza Sicilia, a w 1999 do Promozione Sicilia.
W 1994 po raz czwarty został odrodzony klub Unione Sportiva Peloro w wyniku połączenia Villafranca i Tremestieri. W sezonie 1994/95 startował w Eccellenza Sicilia. W 1996 po barażach wywalczył awans do Campionato Nazionale Dilettanti. W 1997 klub zmienił nazwę na Football Club Messina Peloro i otrzymał status głównej drużyny w mieście. W sezonie 1997/98 wygrał grupę I co premiowało awansem do Serie C2. W 2000 awansował do Serie C1, a w 2001 do Serie B.
W 2004 roku powrócił do Serie A po trwającej 39 lat przerwie, dzięki zajęciu czwartego miejsca w rozgrywkach Serie B. W sezonie 2005/06 zajął osiemnaste miejsce w pierwszej lidze, co oznaczało degradację do Serie B. W wyniku afery Calciopoli klub pozostał jednak w Serie A po tym, jak Juventus F.C. został zdegradowany do drugiej ligi. Rok później klub zajął ostatnie miejsce w tabeli i w sezonie 2007/08 występował w rozgrywkach Serie B. Zajął w nich czternastą pozycję, jednak przez problemy finansowe został zdegradowany do Serie D. Jego miejsce w drugiej lidze zajęło U.S. Avellino. W sezonie 2008/09 zajął 12.miejsce w grupie I Serie D. Następnie został zarejestrowany nowy klub Associazione Calcio Rinascita Messina, który wykupił miejsce ligowe od FC Messina Peloro. W 2013 klub awansował do Lega Pro Seconda Divisione, a w 2014 do Lega Pro. W 2014 zmienił nazwę na Associazioni Calcio Riunite Messina. W 2017 ACR Messina została wykluczona z Lega Pro przez F.I.G.C. z powodu braku rejestracji i dopuszczona do rozgrywek Serie D jako Associazione Calcio Rilancio Messina Società Sportiva Dilettantistica a r.l.

## Sukcesy

### Trofea międzynarodowe
Nie uczestniczył w rozgrywkach europejskich (stan na 31-05-2017).

### Trofea krajowe
| \| \| Zdobyte trofea w rozgrywkach Włoch (stan na: 31-05-2017) \| |                                                          |      |                                             |
| Rozgrywki                                                         | Osiągnięcie                                              | Razy | Sezon(y)                                    |
| · Mistrzostwo                                                     | I miejsce                                                | 0    |                                             |
| · Mistrzostwo                                                     | II miejsce                                               | 0    |                                             |
| · Mistrzostwo                                                     | III miejsce                                              | 0    |                                             |
| · Mistrzostwo                                                     | 7.miejsce                                                | 1    | 2004/05                                     |
| · Puchar                                                          | zdobywca                                                 | 0    |                                             |
| · Puchar                                                          | finalista                                                | 0    |                                             |
| · Puchar                                                          | 1/8 finału                                               | 5    | 1960/61, 1962/63, 1985/86, 2001/02, 2006/07 |
| II liga                                                           | I miejsce                                                | 1    | 1962/63                                     |
| II liga                                                           | II miejsce                                               | 0    |                                             |
| II liga                                                           | III miejsce                                              | 2    | 1951/52, 2003/04                            |
| Włochy                                                            | Zdobyte trofea w rozgrywkach Włoch (stan na: 31-05-2017) |      |                                             |

## Stadion
Klub rozgrywa swoje mecze domowe na Stadio San Filippo w Mesynie, który może pomieścić 38722 widzów. Wcześniej, w latach 1932-2004 grał na Stadio Giovanni Celeste.